# Mazadou Abdou
Mazadou Abdou (auch: Garin Mazadou, Mazado Abdou) ist ein Dorf in der Landgemeinde Sarkin Yamma in Niger.

## Geographie
Das von einem traditionellen Ortsvorsteher (chef traditionnel) geleitete Dorf befindet sich rund zehn Kilometer nordöstlich des Hauptorts Sarkin Yamma der gleichnamigen Landgemeinde, die zum Departement Madarounfa in der Region Maradi gehört. Zu den Orten in der näheren Umgebung von Mazadou Abdou zählen die Regionalhauptstadt Maradi im Osten, das Dorf Soumarana im Südosten und der Weiler Kollya im Südwesten.
Mazadou Abdou ist Teil der Übergangszone zwischen Sahel und Sudan. Die durchschnittliche jährliche Niederschlagsmenge beträgt hier zwischen 400 und 500 mm.

## Bevölkerung
Bei der Volkszählung 2012 hatte Mazadou Abdou 677 Einwohner, die in 97 Haushalten lebten. Bei der Volkszählung 2001 betrug die Einwohnerzahl 479 in 68 Haushalten und bei der Volkszählung 1988 belief sich die Einwohnerzahl auf 455 in 73 Haushalten.
Die Bevölkerungsdichte in diesem Gebiet ist für nigrische Verhältnisse hoch.

## Wirtschaft und Infrastruktur
Das Gebiet der Ebenen im südlichen Teil der Region Maradi, in dem Mazadou Abdou liegt, ist von einer anhaltenden Degradation der ackerbaulichen Flächen gekennzeichnet, die mit der hohen Bevölkerungsdichte in Zusammenhang steht. Im Dorf ist ein Gesundheitszentrum des Typs Centre de Santé Intégré (CSI) vorhanden. Es gibt eine Schule.